# 康乐村
康乐村是位於中華人民共和國廣東省廣州市海珠區的一個自然村和地名，位於新港西路中山大学一带，意思為「健康、快乐」。

## 歷史
清朝同治《番禺县志》记载了康乐村這一地名。康乐村的得名有多種說法，一說是广州人对谢灵运的一种追念，另一說是相随谢灵运到广州的亲属后人曾经在此居住而留下的名稱。陈景错《海珠古诗录》说康乐村是谢灵运在广州时的居住地，不過中華民國大陸时期的《番禺河南小志》記載，当时的康乐村已沒有谢姓人士。海珠区人民公社在1960年至1961年期間下轄有康乐园公社。現今當地还有多条以“康乐”二字為名的街道，中山大学也将位於康乐村的校区称为“康乐园”。

## 相关事件
- 广州市海珠区抗议